# Sorunda
Sorunda – miejscowość (tätort) w Szwecji, w regionie administracyjnym (län) Sztokholm, w gminie Nynäshamn.
Według danych Szwedzkiego Urzędu Statystycznego liczba ludności wyniosła: 1272 (31 grudnia 2015), 1347 (31 grudnia 2018) i 1328 (31 grudnia 2019).